# Matagalpa
Matagalpa là một khu tự quản thuộc tỉnh Matagalpa, Nicaragua. Khu tự quản Matagalpa có diện tích 619 ki lô mét vuông. Đến thời điểm năm 2005, huyện Matagalpa có dân số 133416 người.